# Факторинг
Факто́ринг (англ. factoring от англ. factor — посредник, торговый агент) — это комплекс финансовых услуг для производителей и поставщиков, ведущих торговую деятельность на условиях отсрочки платежа.
В операции факторинга обычно участвуют три лица: фактор (факторинговая компания или банк) — покупатель требования, поставщик товара (кредитор) и покупатель товара (дебитор). В некоторых случаях, здесь может быть и четвёртая сторона-посредник, которая, например, предоставляет площадку или электронную платформу для совершения факторинговых сделок.
Основной деятельностью факторинговой компании является кредитование поставщиков путём выкупа краткосрочной дебиторской задолженности, как правило, не превышающей 180 дней. Между факторинговой компанией и поставщиком товара заключается договор о том, что ей по мере возникновения требований по оплате поставок продукции предъявляются счета-фактуры или другие платёжные документы. Факторинговая компания осуществляет дисконтирование этих документов путём выплаты клиенту 75−90 % стоимости требований. После оплаты продукции покупателем факторинговая компания доплачивает остаток суммы поставщику, удерживая процент с него за предоставленный кредит и комиссионные платежи за оказанные услуги.

## Виды факторинга
Существует большое количество разновидностей факторинговых услуг, отличающихся друг от друга прежде всего степенью риска, который принимает на себя факторинговая компания.
Факторинг с регрессом (англ. recourse factoring) — вид факторинга, при котором фактор приобретает у клиента право на все суммы, причитающиеся от должника. Однако в случае невозможности взыскания с должника сумм в полном объёме клиент, переуступивший долг, обязан возместить фактору недостающие денежные средства.
Факторинг без регресса (англ. non recourse factoring) — вид факторинга, при котором фактор приобретает у клиента право на все суммы, причитающиеся от должника. При невозможности взыскания с должника сумм в полном объёме факторинговая компания потерпит убытки (правда, в рамках выплаченного финансирования клиенту).
Факторинг бывает открытым (с уведомлением дебитора об уступке) и закрытым (без уведомления). Если при открытом факторинге должник платит напрямую фактору, то в закрытом факторинге должник платит сначала клиенту, а тот уже перечисляет эту сумму фактору.
Также он бывает реальным (денежное требование существует на момент подписания договора) и консенсуальным (денежное требование возникнет в будущем).
При участии одного фактора в сделке факторинг называется прямым, при наличии двух факторов — взаимным.
При классификации видов факторинга стоит обратить внимание на инвойс-дискаунтинг, когда, например, при заключении договора кредита право требования выступает в качестве залога, и только при невыполнении обязательств по выплате денежных средств, кредитор реализует данное право требования, засчитывая вырученную сумму в счёт обязательства должника. То есть инвойс-дискаунтинг — это кредит под залог права требования.
Факторинг называется внутренним (domestic factoring), если стороны по договору купли-продажи, а также факторинговая компания находятся в одной и той же стране.
Факторинг называется внешним (чаще используется название международный факторинг — international factoring), если фактор и его клиент (поставщик товара) являются резидентами разных государств.
Также существует, так называемый, электронный факторинг или EDI-факторинг, который отличается от традиционного тем, что работает на основе электронного документооборота. Как правило, такой вид факторинга позволяет в автоматическом режиме осуществлять сделки по подтверждению и уступке прав требования на основании пакетов электронных документов по поставкам.
Благодаря договору факторинга поставщик может сразу получить от фактора плату за отгруженный товар, что позволяет ему не дожидаться оплаты от покупателя и планировать свои финансовые потоки. Таким образом, факторинг обеспечивает предприятие реальными денежными средствами, способствует ускорению оборота капитала, повышению доли производительного капитала и увеличению доходности. Помимо финансирования оборотных средств при факторинге банк покрывает значительную часть рисков поставщика: валютные, процентные, кредитные риски и риск ликвидности.
При этом покупатель, заключая договор факторинга, получает возможность вернуть долг через более длительный срок по сравнению с коммерческим кредитом (в отдельных случаях долг пролонгируется под дополнительные обязательства), разрешается также частичное погашение долга, что стимулирует покупку товаров через факторинговые компании.
Коммерческие банки и факторинговые компании расширяют с помощью факторинга круг оказываемых услуг и увеличивают размеры прибылей.

## Преимущества

### Для поставщика
- Увеличение объема продаж,
- Рост числа покупателей,
- Обеспечение конкурентоспособности,
- Ускорение оборачиваемости,
- Избавление от кассовых разрывов.

### Для покупателя
- Получение товарного кредита,
- Увеличение закупок,
- Повышение конкурентоспособности,
- Оптимальное использование оборотных средств.

### Для фактора
- Увеличение доходов,
- Дифференциация бизнеса,
- Рост количества клиентов,
- Укрепление рыночных позиций.[6]

## История
Отдельные черты факторинга можно найти ещё в Древней Месопотамии эпохи царя Хаммурапи — около 2000 лет до нашей эры, и в Древнем Риме, когда торговцы применяли его в своей деятельности.
Определённый этап в развитии факторинга связан с появлением в Англии в XVII веке «Дома факторов» (House of Factors). В то время многие крупные европейские торговые дома имели своих представителей в колониях-факториях. Возглавляли подобные фактории — факторы — посредники по сбыту товара. Они должны были знать местный рынок, оценивать платёжеспособность покупателей, законы и торговые обычаи данной страны. Кроме того, факторам ставились задачи по хранению и сбыту товара, поиску новых покупателей и последующего инкассирования торговой выручки.
Бурное развитие факторинговой деятельности наблюдается в Северной Америке во второй половине XIX века. Первоначально американские факторы принимали у производителей товар для реализации, например, текстиль. Тогда из-за введения в Европе высоких таможенных пошлин, производители начали создавать собственные системы сбыта продукции, включавшие в себя и элементы производства. Американские факторы вынуждены были изменить форму своей деятельности, преобразившись из посредников при продаже товаров (agent factoring) в институты, финансирующие производителей товаров (credit factoring). Они разработали новый способ финансирования клиентов, включавший скидку и исполнение получаемых от клиентов денежных требований, а также принятие на себя финансовых рисков.
В сферу своей деятельности факторы включали также ведение бухгалтерии производителей, внесение денежных авансов в счёт будущих поступлений от контрагентов и предоставление кредитов для закупки сырья и финансирования производства. Таким образом, американские факторы начали осуществлять деятельность, типичную для банковских организаций. Эта схема настолько прижилась в США, что в настоящее время 90 % производителей текстиля используют схему факторинга.
В начале 1960-х годов началась экспансия американских товаропроизводителей в Западную Европу, что привело к активизации деятельности европейских факторинговых компаний. Были созданы две крупнейшие факторинговые ассоциации: IFG (International Factors Group) и FCI (Factors Chain International). Объём факторинговых операций неуклонно возрастал, увеличивалось количество факторинговых компаний, работающих как на внутреннем, так и на международном рынках. Этот процесс продолжается и по сей день. По данным FCI, мировой оборот факторинговых операций вырос с 1996 по 2001 годы более чем в 2,3 раза, составив 720,19 млрд евро, причём более 96 % объёма факторинга пришлось на внутренний факторинг.
Необходимость унификации регулирования факторинговой деятельности в связи с частично международным характером её использования привела к созыву в Оттаве в 1988 году дипломатической конференции по принятию проектов конвенций о международном факторинге и международном финансовом лизинге, которые были подготовлены Международным институтом унификации частного права (УНИДРУА). Одним из итоговых документов данной конференции явилась Конвенция УНИДРУА о международном факторинге, подписанная 28 мая 1988 года.
Эта Конвенция сыграла значительную роль в развитии факторинговой деятельности, поскольку национальное законодательство многих государств не содержало практически никаких норм, регулирующих факторинг. Она послужила основой для разработки национального законодательства в данной области, после её принятия ряд государств ввели факторинг в систему своего гражданского права.

## Современное состояние

### Россия
В СССР факторинг был внедрён в 1988 году в качестве эксперимента «Промстройбанком» и «Жилсоцбанком». Из-за полного отсутствия на тот момент какой-либо методической литературы и невозможности получить доступ к мировому опыту, сущность этой услуги была довольно специфической. Факторинговым отделам переуступалась только просроченная дебиторская задолженность, соглашение заключалось как с поставщиком, так и с покупателем. Поставщику гарантировались платежи путём кредитования покупателя. Факторинговое обслуживание носило характер разовых сделок без обеспечения комплекса страховых, информационных, учётных и консалтинговых услуг, подразумеваемых факторингом.
Гражданский кодекс Российской Федерации с 26.01.1996 года содержит 43-ю главу, посвящённую отношениям факторинга, которые именуются как «финансирование под уступку денежного требования».
По данным рейтингового агентства «Эксперт РА», в 2015 году объём денежных требований, уступленных факторам, составил около 1,85 трлн рублей. Крупнейшими российскими факторами являются «Сбербанк Факторинг», «ВТБ Факторинг», «Промсвязьбанк», «Альфа-Банк», банк «ФК Открытие», «Газпромбанк», «Национальная факторинговая компания», «Капитал Факторинг» и т. д.
Большинство российских факторов входят в Ассоциацию факторинговых компаний, выступающей как негосударственная некоммерческая организация и профессиональное общественное объединение участников рынка факторинга.
В 2015—2016 годах на российском рынке появились решения в сфере электронного факторинга, где все сделки по переуступке дебиторской задолженности проходят на основе юридически значимых электронных документов, заверенных электронной подписью. Крупнейшая из работающих площадок — FactorPlat с оборотом порядка 100-150 млрд рублей в год.
За первое полугодие 2022 года клиентская база факторинговых российских компаний увеличилась на 9% в сравнении с аналогичным периодом в 2021 году. Представители малого и среднего бизнеса (МСБ) составили 57% от всей базы.

## Правовое регулирование факторинга
В XX веке факторинговые операции получили широкое распространение в международной коммерческой практике. Участники деловых отношений столкнулись с отсутствием правового регулирования факторинговых операций. В Европе данные операции регламентировались в основном общими нормами обязательственного права. При этом надо учитывать, что в разных правовых системах нормы гражданского права и практика их применения отличаются друг от друга.
Поэтому в мае 1988 года на международной конференции в Оттаве была принята Конвенция о международном факторинге, подготовленная Международным институтом унификации частного права. Данная конвенция помогла унифицировать ряд норм, регулирующих правовые отношения участников факторинговых сделок, и урегулировала вопросы, не имевшие решения в национальных правовых системах.
Под факторинговым контрактом конвенция понимает контракт, заключённый между одной стороной (поставщиком) и другой стороной (финансовым агентом), в соответствии с которым:
- поставщик должен или может уступать финансовому агенту денежные требования, вытекающие из контрактов купли-продажи товаров, заключаемых между поставщиком и его покупателями (должниками), за исключением контрактов, которые относятся к товарам, приобретаемым преимущественно для личного, семейного и домашнего использования;
- финансовый агент выполняет, по меньшей мере, две из следующих функций:
  - финансирование поставщика, включая заём и предварительный платёж;
  - ведение учёта (бухгалтерских книг) по причитающимся суммам;
  - предъявление к оплате денежных требований;
  - защита от неплатёжеспособности должников;
- должники должны быть уведомлены о состоявшейся уступке требования.

Российская Федерация является участником Конвенции о международном факторинге c 1 марта 2015 (Федеральный закон от 05.05.2014 г. N 86-ФЗ «О присоединении Российской Федерации к Конвенции УНИДРУА по международным факторинговым операциям»).

В России факторинг появился в марте 1996 года, когда была принята вторая часть Гражданского кодекса. В статье 824 ГК РФ даётся следующее описание факторинга как финансирования под уступку денежного требования, а само определение факторинга отсутствует: 
По договору финансирования под уступку долгового требования одна сторона (финансовый агент) передаёт или обязуется передать другой стороне (клиенту) денежные средства в счёт денежного требования клиента (кредитора) к третьему лицу (должнику), а клиент уступает или обязуется уступить финансовому агенту это денежное требование. Денежное требование к должнику может быть уступлено клиентом финансовому агенту также в целях обеспечения исполнения обязательств клиента перед финансовым агентом.
Иными словами, фактические долги (денежные требования) могут быть проданы кредитором определённому лицу, обладающему свободными денежными средствами (финансовому агенту), который обязуется выплатить клиенту (кредитору) причитающийся ему долг третьего лица, за вычетом собственных интересов и комиссии. Когда наступит срок платежа по указанным суммам, финансовый агент взыщет их с должника. Комиссия факторинговой компании обычно складывается из нескольких составляющих — комиссия за сервис, процент за деньги, комиссия за кредитный риск и регистрацию поставки.
Закон различает два вида денежных требований, которые могут быть предметом уступки: срок платежа по которым уже наступил, то есть реально существующая задолженность, и платёжные обязательства, срок платежа по которым ещё не наступил (будущие требования).